# بورتوغيزا سانتيستا
نادي بورتوغيزا سانتيستا الرياضي (بالبرتغالية: Associação Atlética Portuguesa Santista) نادي كرة قدم برازيلي . تم تأسيس النادي في سنة 1917 .